# Akcent ostry
Akcent ostry (akut, akcent silny) – znak diakrytyczny w postaci ukośnej kreski, o kształcie prostym lub nieznacznego klina, wznoszącej się od lewej do prawej (np. τό). Stosowany w alfabecie łacińskim, cyrylicy tylko do oznaczania akcentu i w alfabecie greckim tylko w samogłoskach.

## Przyporządkowanie fonetyczne

### Samogłoski
W przypadku samogłosek ten diakrytyk oznacza wydłużenie (á [aː]) lub przykładany do niej akcent np. hiszpańskie ánimo ['ɑ.ni.mo] (nastrój, duch), animo [ɑˈni.mo] (witam) i animó [ɑ.ni.'mo] (powitał). Inne miejsce litery Á świadczy o zmianie znaczenia wraz ze zmianą akcentu.
Ten diakryt może zmieniać stopień otwarcia samogłoski, np. è [ɛ] i é [e] oraz ò [ɔ] i ó [o] w katalońskim i włoskim. Również w języku francuskim akut (fr. accent aigu), zapożyczony z pisowni greckiej, używany nad literą e (np. l’été), oznacza zmianę barwy samogłoski.

#### Jako oznaczenie tonu
W niektórych językach służy również do oznaczania sylaby akcentowanej wypowiadanej w intonacji wznoszącej. Termin pierwotnie stosowany w odniesieniu do greki klasycznej (akcent toniczny w języku greckim już w starożytności został zastąpiony akcentem dynamicznym). Akcent akutowy spotykany był także m.in. w języku prasłowiańskim.

### Spółgłoski
W języku słowackim litery L i R oznaczają spółgłoski sylabotwórcze, które zachowują się w niektórych wypadkach jak samogłoski, więc występują też ich wydłużone odpowiedniki Ĺ i Ŕ.
W języku dolnołużyckim Ŕ oznacza miękkie r, np. cołnaŕ: (dopełniacz) cołnarja – pol. czółnarz.
W języku polskim i w łacince białoruskiej litery Ć [ʨ] Ń [ɲ] Ś [ɕ] Ź [ʑ] to zmiękczone odpowiedniki T (choć pisane przez C) N S Z.
W łacince ukraińskiej litery Ć D́ Ĺ Ń Ś T́ Ź to zmiękczone odpowiedniki C D L N S T Z.

## Użycie
- język polski: Ć Ń Ó Ś Ź
- łacinka białoruska: Ć Ń Ś Ź.
- łacinka ukraińska: Ć D́ Ĺ Ń Ś T́ Ź.
- język czeski, język islandzki: Á É Í Ó Ú Ý
- język słowacki: Á É Í Ĺ Ó Ŕ Ú Ý
- język francuski: É
- język górnołużycki: Ć, Ń, Ó
- język dolnołużycki: Ć, Ń, Ŕ, Ś, Ź, Ó
- język hiszpański, kataloński, portugalski i galicyjski: Á É Í Ó Ú
- język angielski, język szwedzki, bokmål: É
- język turkmeński: Ý

W Unikodzie akcent ostry występuje w wersjach:
| Znak | Unicode | Kod HTML                      | Nazwa unikodowa              | Nazwa polska              |
| ---- | ------- | ----------------------------- | ---------------------------- | ------------------------- |
| ´    | U+00B4  | &acute; lub &#xB4; lub &#180; | ACUTE ACCENT                 | akcent ostry              |
| ˊ    | U+02CA  | &#x02CA; lub &#714;           | MODIFIER LETTER ACUTE ACCENT | akcent ostry modyfikujący |
| ́     | U+0301  | &#x0301; lub &#769;           | COMBINING ACUTE ACCENT       | akcent ostry dostawny     |